# Zelandoperla
Zelandoperla is een geslacht van steenvliegen uit de familie Gripopterygidae. De wetenschappelijke naam van het geslacht is voor het eerst geldig gepubliceerd in 1923 door Tillyard.

## Soorten
Zelandoperla omvat de volgende soorten:
- Zelandoperla agnetis McLellan, 1967
- Zelandoperla decorata Tillyard, 1923
- Zelandoperla denticulata McLellan, 1967
- Zelandoperla fenestrata Tillyard, 1923
- Zelandoperla pennulata McLellan, 1967
- Zelandoperla tillyardi McLellan, 1999